# Дни любви
«Дни любви» (итал. Giorni D'Amore) — кинофильм, классика неореализма.

## Сюжет
Анджела и Паскуале — жители небольшой итальянской деревни. Молодые люди влюблены друг в друга, но их свадьба все время откладывается, потому что у их семей нет денег на свадьбу: непосильная работа в поле не приносит дохода.
Тогда Паскуале предлагает план: жених и невеста убегут вместе, а по возвращении их обвенчают без дорогостоящих обрядов, подвенечного платья и обручальных колец. Родственники влюблённых пытаются им в этом помочь, изображая перед односельчанами ссору и разрыв. Но Анжеле, благовоспитанной девушке, совсем не нравится скитаться по просёлкам, а притворная ссора семей перерастает в настоящую…

## В ролях
- Марина Влади — Анджела
- Марчелло Мастроянни — Паскуале
- Пина Галлини

## Премии и призы
- 1954 — приз «Серебряная лента» итальянской ассоциации киножурналистов.
- 1954 — главный приз Сан-Себастьянского кинофестиваля